# Taenia ovis
Taenia ovis ist ein Bandwurm, der im Dünndarm von Hunden parasitiert. Der Parasit kommt weltweit vor, in Europa sind Infektionen aber sehr selten. Zwischenwirte sind Schafe und Ziegen. Taenia cervi (Zwischenwirt Hirsche) ist vermutlich eng mit Taenia ovis verwandt, eventuell sogar die gleiche Art. Taenia ovis war der erste Parasit, gegen den ein Impfstoff entwickelt wurde, was einen Meilenstein in der Parasitologie darstellte. Er basiert auf RNA, die Antigen der Onkosphäre kodiert. Er schützt Lämmer in hohem Maße gegen die Infektion mit Eiern.
Der ausgewachsene Bandwurm ist 60 bis 140 cm lang. Der Scolex trägt 24–48 Haken. Ein Bandwurm kann bis zu 250.000 Eier pro Tag produzieren, die mit dem Kot ausgeschieden werden. Von Taenia krabbei ist T. ovis morphologisch nicht zu unterscheiden, ihr Entwicklungszyklus ist durch den anderen Zwischenwirt aber verschieden.
Zwischenwirte nehmen die Eier über kontaminiertes Futter auf. Über den Darm und den Blutweg gelangt die Onkosphäre in die Skelett- (vor allem Zwerchfell) und Herzmuskulatur des Zwischenwirts. Hier entsteht das erbsengroße, eiförmige Finnenstadium Cysticercus ovis, welches nach 10 Wochen infektiös ist. Lämmer können klinische Symptome wie Schwäche, Abgeschlagenheit, Gangstörungen, Speicheln, beschleunigte Atmung, häufiges Urinieren, Blutarmut und Gelbsucht zeigen. Wirtschaftliche Bedeutung hat der Befall vor allem, weil Finnen und Nekroseherde in der Muskulatur in der Schlachttier- und Fleischuntersuchung zu einer Untauglichkeit führen, der Schlachtkörper also nicht mehr zum menschlichen Verzehr verwendet werden kann.
Hunde infizieren sich durch das Fressen finnenhaltigen Fleisches. Die Präpatenz beträgt 6 bis 8 Wochen. Wie bei anderen Bandwurmerkrankungen des Hundes verursacht der Parasit beim Endwirt meistens keine Symptome.